# اسب مسابقه
اسب مسابقه (انگلیسی: Secretariat) فیلمی در ژانر زندگینامه‌ای و درام به کارگردانی رندل والاس است که در سال ۲۰۱۰ منتشر شد.

## بازیگران
- دایان لین
- جان مالکوویچ
- مارگو مارتیندال
- آجی میچالکا
- دیلن والش
- اسکات گلن
- کوین کانلی
- دیلن بیکر
- درو روی
- جیمز کرامول
- فرد تامپسون
- نلسون الیس
- آلفرد مولینا
- گراهام مک‌تاویش